# Prâlon
Prâlon település Franciaországban, Côte-d’Or megyében. Lakosainak száma 97 fő (2022. január 1.). Prâlon Savigny-sous-Mâlain, Mesmont, Agey, Mâlain és Sainte-Marie-sur-Ouche községekkel határos.

## Népesség
A település népességének változása:
| Lakosok száma | 79   | 64   | 71   | 79   | 85   | 89   | 89   | 91   | 90   | 97   |
|               | 1968 | 1982 | 1990 | 2006 | 2013 | 2015 | 2017 | 2019 | 2020 | 2022 |